# Liste der Monuments historiques in Chassey-Beaupré
Die Liste der Monuments historiques in Chassey-Beaupré führt die Monuments historiques in der französischen Gemeinde Chassey-Beaupré auf.

## Liste der Immobilien
| Bezeichnung        | Beschreibung | Standort                  | Kennzeichnung | Schutzstatus | Datum | Bild |
| ------------------ | --- | ------------------------- | ------------- | ------------ | ----- | ---- |
| Château de Beaupré | aus dem 18. und 19. Jahrhundert, mit Bauteilen des 14. Jahrhunderts; mit Wirtschaftsgebäuden sowie Park mit Grotte und zwei Teichen | westlich des Ortes (Lage) | PA00106697    | Classé       | 1991  |      |

## Liste der Objekte
| Bezeichnung             | Beschreibung                                             | Standort                      | Kennzeichnung | Schutzstatus | Datum | Bild |
| ----------------------- | -------------------------------------------------------- | ----------------------------- | ------------- | ------------ | ----- | ---- |
| Becher                  | Silber, zwischen 1838 und 1845                           | in der Kirche St-Nabor (Lage) | PM55001699    | Inscrit      | 1987  |      |
| Skulptur Heiliger Nabor | Stein, farbig gefasst, versilbert und vergoldet, um 1800 | in der Kirche St-Nabor (Lage) | PM55001700    | Inscrit      | 1996  |      |